# Az olasz meló (film, 2003)
Az olasz meló (eredeti cím: The Italian Job) 2003-ban bemutatott amerikai–francia–brit bűnügyi akciófilm F. Gary Gray rendezésében. Peter Collinson 1969-es azonos című alkotásának remake-je.

## Cselekmény
|  | Alább a cselekmény részletei következnek! |

A film kezdő képsora Velencét, a Szent Márk teret, a csatornák partján néma méltósággal álló épületeket pásztázza. Majd a tér felröppenő galambjai között megjelenik John (Donald Sutherland) és Charlie (Mark Wahlberg), és huncut mosollyal beszélnek valami készülő eseményről. Innen felgyorsulnak ez események: a fent említett két személy és még néhányan óramű pontossággal kidolgozott terv szerint akcióba kezdenek. Alulról megfúrnak egy patinás reneszánsz házat, hogy annak legfelső szintjén levő, aranyrudakkal teli páncélszekrényt egyetlen robbantással a ház alatti csatornában várakozó vízi járműre pottyantsák. Arra is van gondjuk, hogy az őrszemélyzetet, valamint a bűntett színhelyére érkező rendőröket félrevezessék. Ekkor lélegzetelállító motorcsónakos üldözés veszi kezdetét a Canal Grandén. Minden jól alakul, a szajré megvan, a banda az olasz Dolomitok hófödte csúcsai között találkozik, hogy osztozzon a busás zsákmányon.
Ausztria felé haladva váratlan dolog történik, egyikük elárulja a többieket, és nem csak kirabolni akarja őket, hanem végezni is akar velük. Autójuk a jeges vízbe esik, ahol golyózáport zúdítanak rájuk.
Évekkel később Los Angelesben az áruló nyomára bukkannak, és elhatározzák, hogy visszaszerzik tőle az elrabolt aranyat.
|  | Itt a vége a cselekmény részletezésének! |

## Szereplők
| Szerep         | Színész            | Magyar hang         |
| -------------- | ------------------ | ------------------- |
| Charlie Croker | Mark Wahlberg      | Széles Tamás        |
| Stella Bridger | Charlize Theron    | Orosz Anna          |
| John Bridger   | Donald Sutherland  | Helyey László       |
| Rob            | Jason Statham      | Epres Attila        |
| Lyle           | Seth Green         | Görög László        |
| Steve          | Edward Norton      | Stohl András        |
| Balfül         | Mos Def            | Galambos Péter      |
| Wrench         | Franky G           | Barabás Kiss Zoltán |
| Yevhen         | Boris Lee Krutonog | Katona Zoltán       |
| Maskov         | Olek Krupa         | Rosta Sándor        |
| Vézna Pete     | Gawtti             | Jászai László       |
| Őr             | Fausto Callegarini |                     |
| Kukás ember    | Stefano Petronelli |                     |
| Kukás ember    | Fabio Scarpa       |                     |
| Kukás ember    | Cristiano Bonora   |                     |
| Kukás ember    | Tiberio Greco      |                     |
| Nyomozó        | Jimmy Shubert      |                     |
| Nyomozó        | Tammi Cubilette    |                     |
| Recepciós      | Mary Portser       |                     |
| Önmaga         | Shawn Fanning      |                     |

## Helyszínek
A rablás után a szereplők az olasz Dolomitokban, a Sella-hágóban pezsgőznek. Az áruló támadást (a kisbuszos jelenetet) ettől nem messze, a Fedaia-hágóban, a Fedaia-tó völgyzáró gátján forgatták.